# Neuvy-en-Beauce
Neuvy-en-Beauce település Franciaországban, Eure-et-Loir megyében. Lakosainak száma 218 fő (2022. január 1.). Neuvy-en-Beauce Trancrainville községgel határos.

## Népesség
A település népességének változása:
| Lakosok száma | 262  | 184  | 180  | 167  | 205  | 215  | 212  | 208  | 206  | 218  |
|               | 1968 | 1982 | 1990 | 2006 | 2013 | 2015 | 2017 | 2019 | 2020 | 2022 |